# Jacques-Antoine Coquille d'Alleux

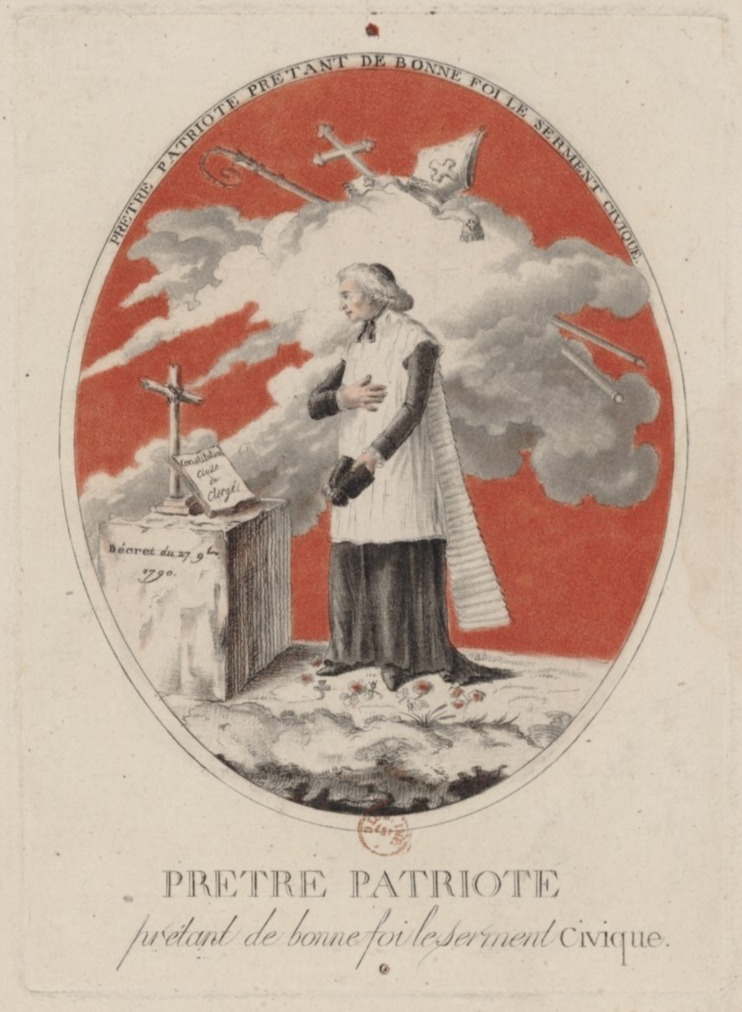
Prêtre patriote prêtant de bonne foi le serment civique, estampe, anonyme, 1790, BNF

Jacques-Antoine Coquille d’Alleux (1747-1805) est un prêtre constitutionnel ayant abdiqué de la prêtrise pour s'engager chez les Jacobins durant la Révolution française et devenir l’orateur des fêtes révolutionnaires angevines sous le Directoire.

## Biographie
Jacques-Antoine Coquille est né le 19 juin 1747 à Morannes, petite paroisse au nord de l’Anjou dans une famille de la noblesse d'épée, avec pour père Jacques-François Coquille d'Alleux et pour mère Perrine Joubert de la Pecaudière. Ordonné prêtre en 1771 après avoir suivi ses études ordinales au séminaire de Sens, il commence une carrière d'enseignant au collège de Chinon, poursuit l'enseignement au séminaire-collège de Valognes jusqu'en 1776 avant d'intégrer le couvent des récollets de Tours, ordre mendiant proche des franciscains, dans lequel il restera pendant quatorze ans jusqu'en 1790.
Avant sa sortie du couvent, il rejoint une loge de francs-maçons à Beaufort-en-Anjou qui lui permet de nouer des relations locales qui serviront à comprendre son rôle dans la Révolution française. En effet, le 21 juillet 1789 le comité de l’Assemblée nationale de Beaufort en Anjou désigne Jacques-Antoine Coquille aumônier du comité chargé de constituer une milice nationale, prémices de la Garde Nationale organisée en janvier 1790. À la prestation de serment du comité en septembre 1789 sur le Champ de Mars, il prononce un discours intitulé Discours patriotique sur l’égalité et la liberté civile et politique devant 300 gardes nationaux réunis à cette occasion. En mars 1790, il profite du décret du 13 février 1790 supprimant les ordres religieux à vœux monastiques solennels, pour quitter le couvent des récollets et jouir de la pension qui lui est accordée.
Commence dès lors pour Jacques-Antoine Coquille sa participation à la Société des amis de la Constitution constituée à Angers en mars 1790 affiliée au club des Jacobins de Paris. Il prononce un deuxième discours intitulé Discours patriotique sur les avantages de la Constitution, considérés par rapport à la Religion et par rapport à l’Humanité. Il prête serment en janvier 1791 à la Constitution civile du clergé réorganisant l'Église de France et est nommé prêtre constitutionnel dans la paroisse de Notre-Dame de Beaupréau en juillet 1791. Devant les difficultés qu'il rencontre dans sa paroisse et son opposition aux prêtres réfractaires, il écrit une pièce de théâtre Le Prêtre réfractaire ou le nouveau Tartufe, comédie en trois actes et en prose.
Renonçant au célibat auquel il s'était engagé en devenant prêtre, il se marie en septembre 1793 avec Louise-Marie Vivien comme le lui permet la nouvelle Convention qui lui maintient son traitement. Son abdication du clergé intervient quelques mois après quand il s'aperçoit de l'incompatibilité de ses fonctions ecclésiastiques avec les principes républicains. Il se lance alors dans un nouveau ministère au service de la Révolution en qualité de missionnaire laïcisé. Pour la fête organisée dans le cadre du Culte de l'Être suprême institué par Robespierre, il publie un opus en quatre strophes distribué et lu à Angers le 20 prairial an II de la République française. Il poursuit dans cette voie qu'il se trace d'orateur des fêtes révolutionnaires en 1796 à l'occasion de la fête des Èpoux, de la fête des Victoires et de la Reconnaissance, de la fête de la fondation de la République. En 1797, c'est la fête de la mort du roi qu'il célèbre. N'ayant plus de traitement depuis leur suppression par la Convention, il met ses qualités d'orateur au service de la fonction de défenseur officieux remplaçant les avocats supprimés également par la Convention.
Il meurt à Angers le 21 mai 1805.